# Apolysis cingulata
Apolysis cingulata är en tvåvingeart som beskrevs av Hesse 1938. Apolysis cingulata ingår i släktet Apolysis och familjen svävflugor. Inga underarter finns listade i Catalogue of Life.